# 黒須薫
黒須 薫（くろす かおる、1957年1月25日 - ）は、日本の元女優、声優。埼玉県出身。

## 人物
東京俳優生活協同組合に所属していた。
特技は日本舞踊。

## 出演作品

### テレビドラマ
- うちのにいちゃん（1962年、NHK）
- ドブネズミ色の街（1963年、NHK）
- 僕たちはもう大人だ（1965年、NHK）
- 駅（1965年、NHK）
- NHK大河ドラマ「竜馬がゆく」（1968年、NHK） - 春猪
- 日本怪談劇場（1970年、12ch）
  - 第2話「牡丹灯籠 鬼火の巻」・第3話「牡丹灯籠 蛍火の巻」- ゴゼの娘
  - 第9話「怪談 宵宮雨」 - おとら
- 天下御免（1971年、NHK）
- パパと呼ばないで 第10話「ママがほしい!」（1972年、NTV） - 美知子
- お耳役秘帳 第24話「どうせこの世は怨み花」（1976年、KTV） - お君
- 海峡物語（1977年、ANB）
- まひる野（1977年、CX）
- 銭形平次 第600話「陽にそむく女」（1977年、CX）
- 事件（1978年、NHK）
- 日本名作怪談劇場 第3話「四谷怪談」（1979年、12ch）- お花
- 大江戸捜査網 （12ch / 三船プロ）
  - 第482話「嘘と誠の夫婦雛」（1981年）
  - 第503話「父娘が泣く非情の武士道」（1981年） - 犬塚しの
- 斬り捨て御免! 第1シリーズ （1980年、12ch） - おきく
- お命頂戴!（1981年、12ch）
- 斬り捨て御免! 第2シリーズ 第18話「女恨みの辻が花」（1981年、12ch） - お京
- 新五捕物帳 第173話「真心の旅路」（1982年、NTV / ユニオン映画）- おふく

### テレビアニメ
1975年
- ドン・チャック物語（ダイゴ〈2代目〉）

1977年
- あしたへアタック!（聖露樹）
- 一発貫太くん（花子）
- 超合体魔術ロボ ギンガイザー（純子）
- ヤッターマン（パイジ、マリア、孫、ローラ、女の子）
- 若草のシャルロット（キャシー、ソニア）
- 氷河戦士ガイスラッガー

1978年
- 新エースをねらえ!
- ドカベン（せつ子）
- はいからさんが通る（忍〈子供時代〉、女学生A）
- ペリーヌ物語（子供、ロザリー 他）
- 星の王子さま プチ・プランス（ペーター）
- 野球狂の詩（1978年 - 1979年、岩田武司、美和子）
- 未来少年コナン

1979年
- ドラもえん（テレビ朝日版第1期）（1979年 - 1981年、ぼた子 他）

1980年
- 鉄腕アトム (アニメ第2作)（マリ）
- トム・ソーヤーの冒険（エミー〈初代〉）

1981年
- 愛の学校クオレ物語（シルビア）
- 家族ロビンソン漂流記 ふしぎな島のフローネ（エミリー）
- 戦国魔神ゴーショーグン（ミシェール）
- 新ど根性ガエル（1981年 - 1982年、京子〈2代目〉）
- まいっちんぐマチコ先生（ジュディ）
- 名犬ジョリィ（ポンシア）
- 釣りキチ三平

1982年
- おちゃめ神物語コロコロポロン（チョーコクッ子）
- 魔境伝説アクロバンチ（妖精）

1983年
- The・かぼちゃワイン

### 劇場アニメ
1981年
- フリテンくん

1982年
- 新ど根性ガエルど根性・夢枕（京子）